# Frank Fenner
Frank John Fenner (Ballarat, 21 december 1914 - Victoria, 22 november 2010) was een Australische viroloog. Zijn grootste verdiensten waren zijn bijdrage aan  de uitroeiing van het pokkenvirus en de bestrijding van de konijnenplaag in zijn thuisland met het myxomavirus.

## Werk
Toen Australië met een konijnenplaag kampte in de jaren 40 en 50 van de 20e eeuw opperde Fenner het myxomavirus in te zetten, waar hij onderzoek naar gedaan had. Ongeveer 99,5% van de konijnen bezweken er binnen negen tot elf dagen aan. Een kleine minderheid ontwikkelde een immuniteit en overleefde. Om te bewijzen dat het virus onschadelijk was voor mensen, injecteerden Fenner, Frank Macfarlane Burnet en Ian Clunies Ross het bij zichzelf.
In 1980 maakte Fenner als voorzitter van de Global Commission for the Certification of Smallpox Eradication de uitschakeling van het pokkenvirus bekend.
In 2010 verklaarde Fenner dat volgens hem het menselijk ras bezig is met een onomkeerbaar proces richting het uitsterven van de soort, mogelijk binnen honderd jaar. Dit komt volgens hem doordat de bevolking te veel groeit en een steeds grotere en oncontroleerbare consumptiedrang heeft, waardoor de aarde aan haar eigen gewicht zal bezwijken. De eerste gevolgen daarvan zijn al zichtbaar.

## Academisch
Fenner bezocht de Thebarton Technical High School. Hij behaalde vervolgens bachelors ('undergraduates') in wetenschap en geneeskunde aan de University of Adelaide.
In 1949 werd hij hoogleraar microbiologie aan de Australian National University.

## Onderscheidingen
Fenner werd onderscheiden met onder meer de Japanprijs (1988), de Copley Medal (1995) en de WHO Medal.

## Persoonlijk
Fenner was een atheïst.
- Biblioteca Nacional de España: XX866905
- Bibliothèque nationale de France: cb119025252 (data)
- Gemeinsame Normdatei: 133297330
- International Standard Name Identifier: 0000 0001 1438 5579
- Library of Congress Control Number: n50002572
- Nationale Bibliotheek van Letland: 000182621
- Nationale Bibliotheek van Tsjechië: xx0144260
- Nationale Bibliotheek van Israël: 987007293369305171
- Nederlandse Thesaurus van Auteursnamen: 073267287
- SNAC: w6dn4hb9
- Système universitaire de documentation: 026861461
- Trove: 468266
- Virtual International Authority File: 36918097
- WorldCat: E39PBJyxdcyT7fRjBhcgkHWkXd